# Martiusgelb
Martiusgelb (auch Martinsgelb, Safrangelb) ist ein Nitrofarbstoff aus der Gruppe der Naphthaline.

## Eigenschaften
Martiusgelb wurde 1867 von Carl Alexander von Martius entwickelt und zum Färben von Wolle verwendet. Wolle, die mit einer zweiprozentigen Lösung von Martiusgelb gefärbt wurde, ist für Kleidermotten unattraktiv (Mottenecht). Martiusgelb färbt Wolle, Seide, Gelatine, Baumwolle, Kunstseide und Papier. Das Absorptionsmaximum λmax liegt bei 432 nm.

## Darstellung
Martiusgelb wird durch Nitrierung von 1-Naphthol hergestellt. Die 7-Sulfonsäure von Martiusgelb ist unter dem Namen Naphtholgelb S bekannt.

## Verwendung in der Histologie
In der Histologie wird Martiusgelb als histologische Färbung bei manchen Formen der Trichrom-Färbung zur Gelbfärbung von Erythrozyten verwendet, wie Lendrum's Picro Mallory (synonym Lendrum's MSB) und Slidder's Martius, Scarlet and Blue (synonym Slidder's MSB), oder die MSB-Trichrom-Färbung mit Martiusgelb, Ponceau 6R und Methylblau oder zur Färbung von Entamoeba histolytica. Zur Färbung von Fibrin wird es zusammen mit Scharlachrot und Anilinblau verwendet. In Verbindung mit Phenolfuchsin nach Ziehl-Neelsen, Viktoriablau und Iodgrün wird Martiusgelb zur Färbung von Mycobacterium leprae, elastischen Fasern und Zellkernen in FFPE-Geweben eingesetzt.